# Hethitische Religion

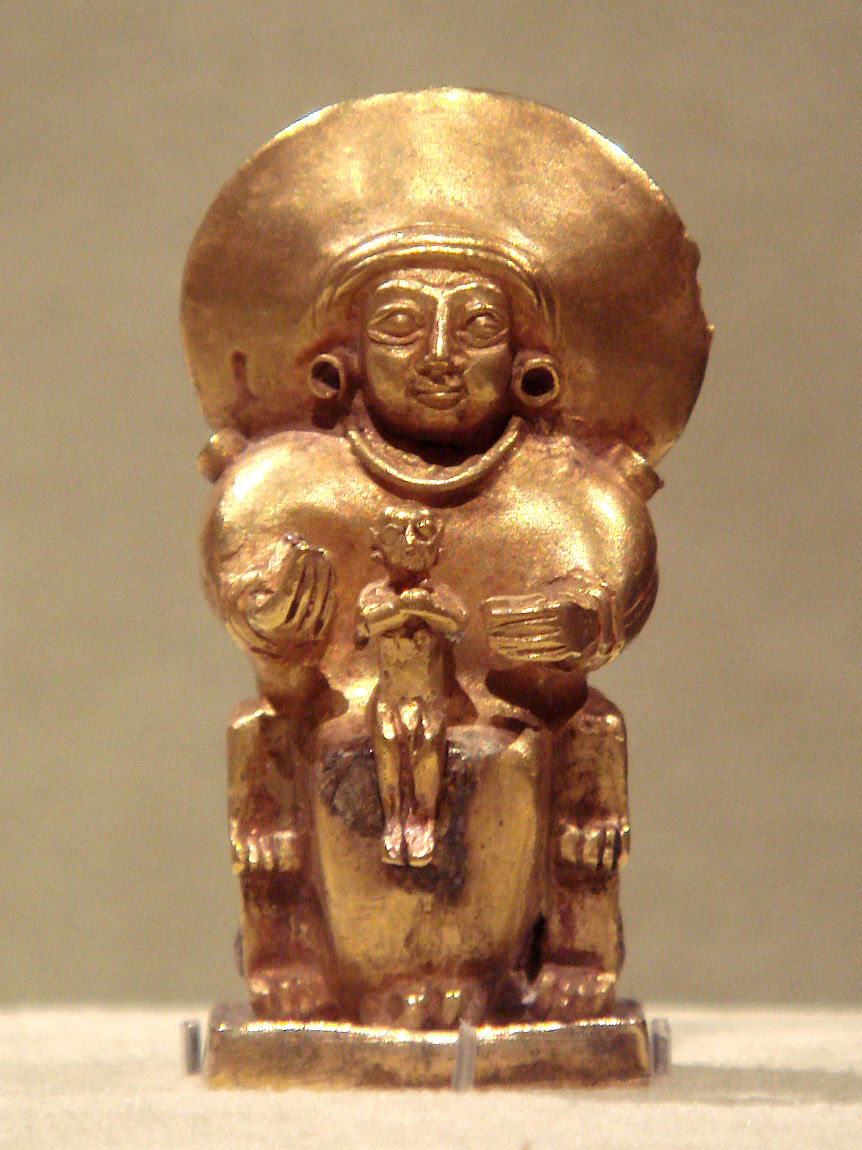
Hethitische Muttergöttin mit Kind

Die Religion der Hethiter ist stark von der Religion der Hattier, Luwier, Hurriter und Babylonier beeinflusst. Die Hethiter übernahmen von ihnen zahlreiche Kulte, Gottheiten und Mythen. Ihr Pantheon wurde oft als „die tausend Götter von Ḫatti“ zusammengefasst.

## Geschichte

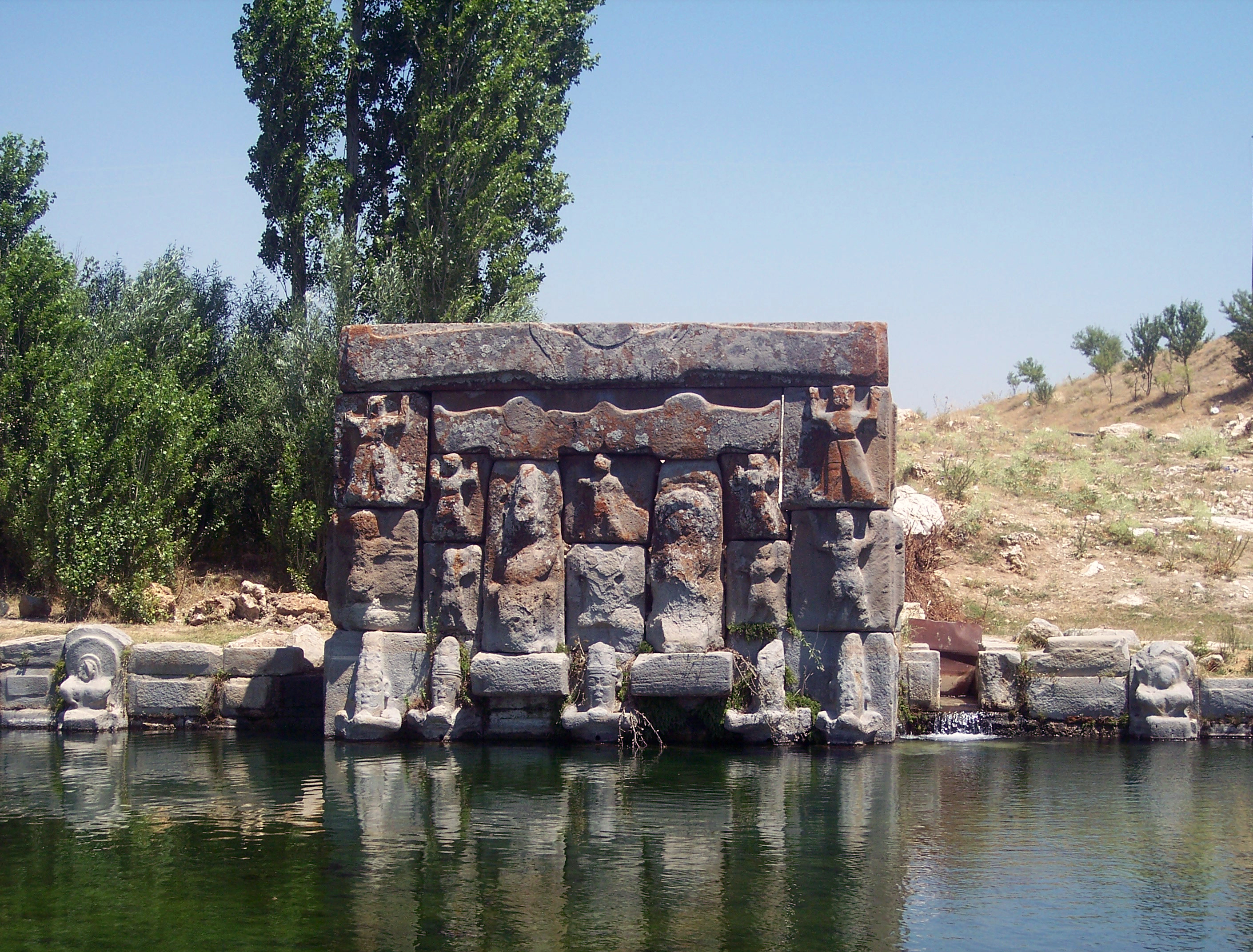
Das Quellheiligtum von Eflatun Pınar

Die hethitische Religion war ständig Änderungen unterworfen und entwickelte sich zusehends. Im Alten Reich (1600–1450 v. Chr.) überwogen im Staatskult hattische Rituale und Gottheiten. Die Hauptgottheiten bildeten damals der Wettergott Tarḫunna, die Sonnengöttin von Arinna, Mezulla, Inar und Telipinu.
Im Mittleren Reich (1450–1350 v. Chr.) wurden nach und nach luwische und hurritische Kulte und Gottheiten aufgenommen, und das Pantheon nahm durch Eroberungszüge unzählige Gottheiten verschiedener Ethnien auf, so dass die Tafeln auch von den „tausend Göttern des Landes Ḫatti“ sprechen. Der luwische Einfluss betraf vor allem magische Rituale.
Im Jüngeren Reich (1350–1180 v. Chr.) war das offizielle Staatspantheon stark hurritisiert, wie die Götterzeremonie von Yazılıkaya anschaulich illustriert. Das Hauptpaar wurde mit den hurritischen Namen Teššub und Ḫebat bezeichnet, zu denen sich Šauška und Šarrumma gesellten. Nachdem Ḫattuša gegen Ende des 14. Jh. v. Chr. durch eine Pest entvölkert wurde, scheinen Luwier in der Stadt angesiedelt worden zu sein und nochmals, als Ḫattušili III. die hethitische Hauptstadt von Tarḫuntašša zurück nach Ḫattuša verlegte. Auch die Rückeroberung der nördlichen Gebiete führte dazu, dass Luwier und Hurriter in diesen Gebieten angesiedelt wurden.
Nach 1180 v. Chr. zerfiel das Hethitische Großreich in viele kleinere Stadtstaaten, in denen alte hethitische und besonders luwische Kulte weiterlebten, zum Teil bis in die Antike.

## Geographische Unterschiede
Typisch für das Anatolien der Bronzezeit sind die Stadtpanthea. Viele Städte hatte ihre eigenen Kulte und Rituale. Im nördlichen Landesteil von Ḫatti sind vor allem hattische Kulte belegt, im südlichen Teil und in Kilikien blieb der indogermanische Charakter zum Teil deutlicher erhalten und der syrische Einfluss war stärker, während im östlichen Teil und am Euphrat das hurritische Element stark überwog. Schlecht bekannt sind dagegen die Besonderheiten in den westlichen Landesteilen. Diese Kulte waren nicht gänzlich verschieden, sondern bildeten ein loses organisches Ganzes, das sich stets ändern konnte.
Das Reich war mit Kultstädten überzogen. Nach den Paragraphen §§ 50ff. des althethitischen Gesetzes war Arinna neben Nerik und Zippalanda eine der drei heiligen Städte (šiunan URU „Götterstadt“), zu denen früh noch die Hauptstadt Ḫattuša als Ort der Götterversammlung trat. Später kamen noch weitere Städte hinzu, wie Kummanna und Tarḫuntašša. Zudem gab es noch weitere wichtige Kultstädte, so zum Beispiel Šamuḫa oder Ištanuwa. Die Einrichtung von heiligen Städten in Anatolien lebte in der Antike in den hieropoleis (altgriechisch ἱερόπολις hieropolis „heilige Stadt“) weiter.

## Rituale
Charakteristisch ist das strenge Ritualwesen der Hethiter. Der König ist zugleich Hohepriester. So wurden öfters Kriege unterbrochen, um in der Heimat religiöse Zeremonien durchzuführen. Eine Kriegsniederlage wurde auf den Zorn einer Gottheit zurückgeführt. An Festtagen und in bestimmten Notsituationen wurden spezielle Mythen vorgetragen, zum Beispiel der Illuyanka-Mythos an Neujahrstagen oder der Telipinu-Mythos bei Dürre.

### Magie
In den Mythen und religiösen Texten kommen auch häufig magische Rituale vor. Typisch sind Reinigungsrituale, für die vor allem die Göttinnen Kataḫziwuri oder Kamrušepa zuständig sind. Wurden diese Rituale falsch durchgeführt, galt dies nach dem hethitischen Gesetz als Schadzauber (hethitisch alwanzatar). Der Verursacher kam vors Königsgericht und konnte mit dem Tode bestraft werden (§ 44b). Dies galt auch für das Anfertigen von Bildern eines Menschen, dem man dadurch Schaden zufügen möchte (§ 111), und Schadzauber mit Hilfe von Schlangen (§ 170).

### Feste
Die Hethiter kannten große mehrtägige Feste. Dazu gehörte das AN.TAḪ.ŠUM-Fest („Krokus-Fest“), das im Frühling gefeiert wurde und zwischen 35 und 40 Tage dauerte. Es fand mehrheitlich in der Hauptstadt Ḫattuša statt, wobei das Königspaar eine wichtige Rolle einnahm. Zu Beginn und Ende des AN.TAḪ.ŠUM-Fest wurden Kultreisen zu verschiedenen Heiligtümern in der Umgebung der Hauptstadt unternommen, so zu den heiligen Städten Arinna und Zippalanda. Das Fest wurde nach einer Frühlingspflanze benannt, vermutlich einer Krokusart.
Im Herbst nach Beendung der Kriegssaison wurde das nuntariyašḫa-Fest („Fest der Eile“) gefeiert. In den ersten Tagen wurden dem Zitḫariya Dankopfer dargebracht und sein göttlich verehrtes Symbol, eine kurša-Jagdtasche, wurde auf eine Kultreise durch mehrere Städte geschickt. Auch das Königspaar besuchte in kurzer Zeit in einer gedrängten Kultreise mehrere Heiligtümer im Kernland des Hethiterreiches. Dieses Fest dauerte 50 Tage.
Das purulliya-Fest war vermutlich das Neujahrsfest und ist hattischen Ursprungs. Bei ihm wurde der Illuyanka-Mythos nachgespielt. Das KI.LAM-Fest („Fest des Torbaus“) war ein in Ḫattuša gefeiertes dreitägiges Fest. Das ursprünglich hurritische ḫišuwa-Fest wurde erst von der Königin Puduḫepa aus dem Lande Kizzuwatna eingeführt. Es dauerte neun Tage und förderte das Wohl der königlichen Familie.

## Mythen

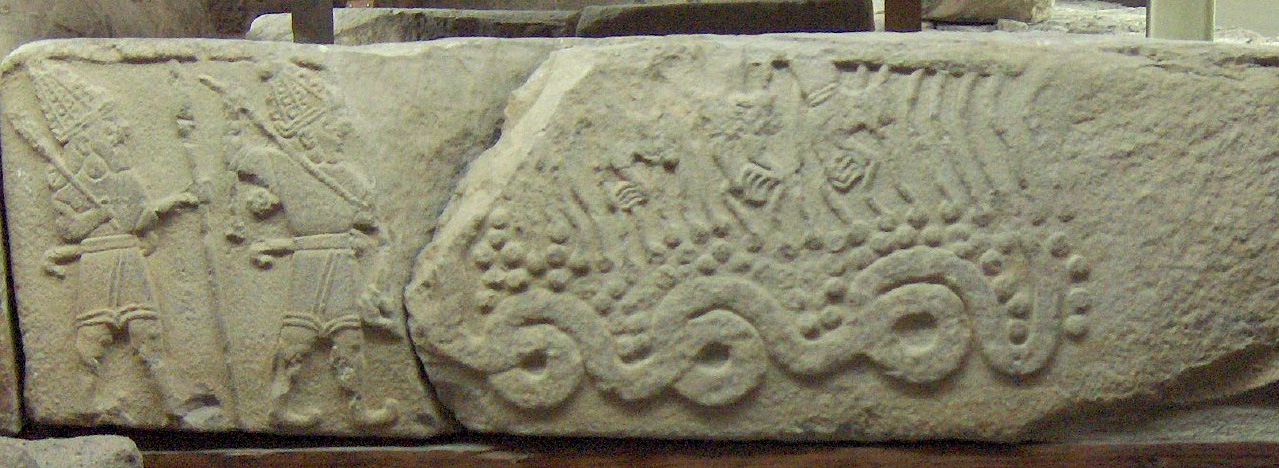
Der Wettergott bekämpft einen Schlangendämon, neohethitsches Relief aus Arslantepe, 11. Jh. v. Chr.

Die überlieferten hethitischen Mythen sind meist fremden Ursprungs, wobei der Hauptteil entweder von den Hattiern oder den Hurritern übernommen wurde.

### Hattisch-hethitische Mythen
Hauptartikel: Hattische Mythologie
Die Motive des Mythos Illuyanka sind in den Grundzügen ähnlich wie im Lied des Ḫedammu. Der Schlangendämon Illuyanka raubt dem Wettergott Taru Augen und Herz. Seine Tochter Inar und der Mensch Ḫupašiya betören den Dämonen an einem Fest, wodurch er besiegt werden kann. In einer zweiten Version des Mythos ehelicht der Sohn des Wettergottes Illuyankas Tochter und verschafft sich so Herz und Augen, die Illuyanka dem Wettergott geraubt hatte. Dieser Mythos zeigt gewisse Übereinstimmungen mit dem jüngeren griechischen Mythos um Typhon.
Der Mythos Telipinus Verschwinden erzählt, wie der Fruchtbarkeitsgott Telipinu aus Zorn verschwindet. Nach erfolgloser Suche der Götter findet ihn die Biene der Göttermutter Ḫannaḫanna. In einem Reinigungsritual wird er besänftigt und er kehrt zurück.
Auch von anderen Gottheiten gibt es Mythen, die deren Verschwinden thematisieren, so im Mythos Telipinu und die Meertochter, wo der erzürnte Meeresgott die Sonnengöttin verschwinden lässt.
Nur bruchstückhaft überliefert ist der Mythos Der Mond fiel vom Himmel, wo berichtet wird, wie der Mondgott Kašku auf den Marktplatz der Stadt Liḫzina fällt.

### Hurritisch-hethitische Mythen
Der Mythenkreis um den hurritischen Korngott Kumarbi teilt sich in wenigstens vier Mythen.
Der theogonische Mythos Königtum im Himmel erzählt, wie Kumarbi an die Macht gekommen ist, indem er die Geschlechtsteile seines Vorgängers Anu abbiss, dadurch schwanger wurde und unter anderem den Wettergott Teššub gebar. Dieser entthronte seinen Vater – den er übrigens „meine Mutter“ nennt. Kumarbi sinnt nach Rache und Wiedererlangung der verlorenen Herrschaft und zeugt hierfür drei verschiedene Wesen.
Das Lied von Ḫedammu handelt von Kumarbis Zeugung des Schlangendämonen Ḫedammu mit der Meerestochter Šertapšuruḫi und wie die nackte Šauška diesen mit ihren sexuellen Reizen betört, worauf er von ihrem Bruder Teššub getötet wird.
Nach dem Lied von Ullikummi schwängert Kumarbi einen riesigen Felsen, der daraufhin den Felsdämonen Ullikummi gebiert. Da dieser keine Sinne hat, ist er unempfindlich gegenüber den Betörungen der Liebesgöttin. Ullikummi wächst ununterbrochen auf der rechten Schulter des Weltriesen Ubelluri als Säule in den Himmel und droht die Welt zu zerstören. Schließlich erfahren die Götter von Ea, wie Ullikummi bezwungen werden kann.
Im Lied vom Silber zeugt Kumarbi mit einer Sterblichen den „Silber“ (hurritisch Ušḫune, Išḫune), dem es vorübergehend gelingt, dem Teššub die Herrschaft zu entreißen.

### Kosmogonie und Kosmologie
Im Lied von Ullikimmi erzählt der Weltriese Ubelluri den Göttern, dass Erde und Himmel auf seinen Schultern erbaut wurden und später mit einer kupfernen Sichel auseinandergeschnitten worden seien. Einem fragmentarisch überlieferten Mythos zufolge, “erhob sich die Mondsichel und die Finsternis gebar die Erde, die Helligkeit gebar die Sterne”.
Die Hethiter glaubten, dass der Himmel aus Eisen bestünde. Er wird von zwei Stiermenschen getragen, die auf der Erde stehen, ein Motiv, das in hethitischen Bildern gut bezeugt ist. Die beiden Berge Namni und Ḫazzi, auf denen der Wettergott des Himmels steht, symbolisieren, dass der Himmel von zwei Bergen getragen wird.
Die Unterwelt ist ähnlich wie die Erde beschaffen und mit ihr über Höhlen und Quellen verbunden. Die Herrin der Unterwelt thront im Palast der Unterwelt. Sie wird mit der Sonnengöttin der Erde oder Allani gleichgesetzt, die als Tochter der Sonnengöttin von Arinna gilt. Für weitere Informationen zur hethitischen Unterwelt siehe: Totenglaube und Jenseitsvorstellungen der Hethiter.

## Pantheon
Da lokale und fremde, meist hattische, hurritische und mesopotamische Gottheiten übernommen wurden, umfasst das hethitische Pantheon über 1000 Gottheiten. Hauptgötter sind der Wettergott Tarḫunna und die Sonnengöttin von Arinna. Die Götter besaßen menschliche Eigenschaften wie Wut, Angst, Wollust oder Neid.

### Götter (Auswahl)
| Name                   | Alternativnamen                         | Aufgabenbereich                     | Ursprung                 |
| ---------------------- | --------------------------------------- | ----------------------------------- | ------------------------ |
| Tarḫunna               | hatt. Taru, luw. Tarḫunt, hurr. Teššub  | Wettergott, oberster Gott           | hethitisch               |
| Šarrumma               |                                         | Sohn der Ḫebat                      | syrisch/hurritisch       |
| Šuwaliyat              | hurr. Tašmiš; „Bruder des Wettergottes“ | Sohn von Kumarbi                    | hurritisch?              |
| Telipinu               | Telipuna, Talipinu                      | Fruchtbarkeits- und Vegetationsgott | hattisch                 |
| Kumarbi                |                                         | Korngott, 3. König des Himmels      | hurritisch               |
| Arma                   | hatt. Kašku, hurr. Kušuḫ                | Mondgott                            | hethitisch               |
| Sonnengott des Himmels | luw. Tiwad, hurr. Šimige                | Sonnengott                          | hethitisch-hurritisch    |
| Innara                 | luw. Annari                             | Schutzgott                          | hethitisch, luwisch      |
| Ea                     | Enki, luw. Iya, hurr. Eyašarri          | Gott der Weisheit und Wassertiefe   | babylonisch              |
| Iyarri                 | Yarri                                   | Pestgott                            | luwisch, ev. babylonisch |

### Göttinnen (Auswahl)
| Name                    | Alternativnamen   | Aufgabenbereich                   | Ursprung           |
| ----------------------- | ----------------- | --------------------------------- | ------------------ |
| Sonnengöttin von Arinna | Ištanu, Wurunšemu | Göttin des hethitischen Königtums | hattisch           |
| Sonnengöttin der Erde   | Allani, Allatum   | Göttin der Unterwelt              |                    |
| Ḫebat                   |                   | Muttergöttin                      | syrisch/hurritisch |
| Ḫannaḫanna              | Ḫannanna          | Muttergöttin                      | hattisch?          |
| Inar                    | Inara             | Stadtgöttin von Ḫattuša           | hattisch           |
| Išḫara                  |                   | Eidgöttin                         | syrisch            |
| Šauška                  | Ištar             | Göttin der Liebe und des Krieges  | hurritisch         |
| Kamrušepa               |                   | Göttin der Heilung und Zauberei   | hethitisch/luwisch |
| Kubaba                  |                   | Stadtgöttin von Karkamiš          | syrisch            |
| Daganzipa               |                   | Erdgottheit                       | hethitisch         |
| Ḫalmašuit               | --                | Throngöttin                       | hattisch           |
| Ḫalki                   | --                | Getreidegöttin                    | hethitisch         |
| Maliya                  | --                | Gartengöttin                      | ev. luwisch        |

### Sonstige (Auswahl)
| Name      | Beschreibung                                 |
| --------- | -------------------------------------------- |
| Illuyanka | Drachenähnliches Wesen, vgl. hurrit. Ḫedammu |
| Ḫupašiya  | Mensch, Heldenfigur                          |
| Ubelluri  | Riese                                        |
| Ullikummi | Diorit-Dämon                                 |
| Ḫaḫḫima   | Frost-Dämon                                  |